# Penhalonga

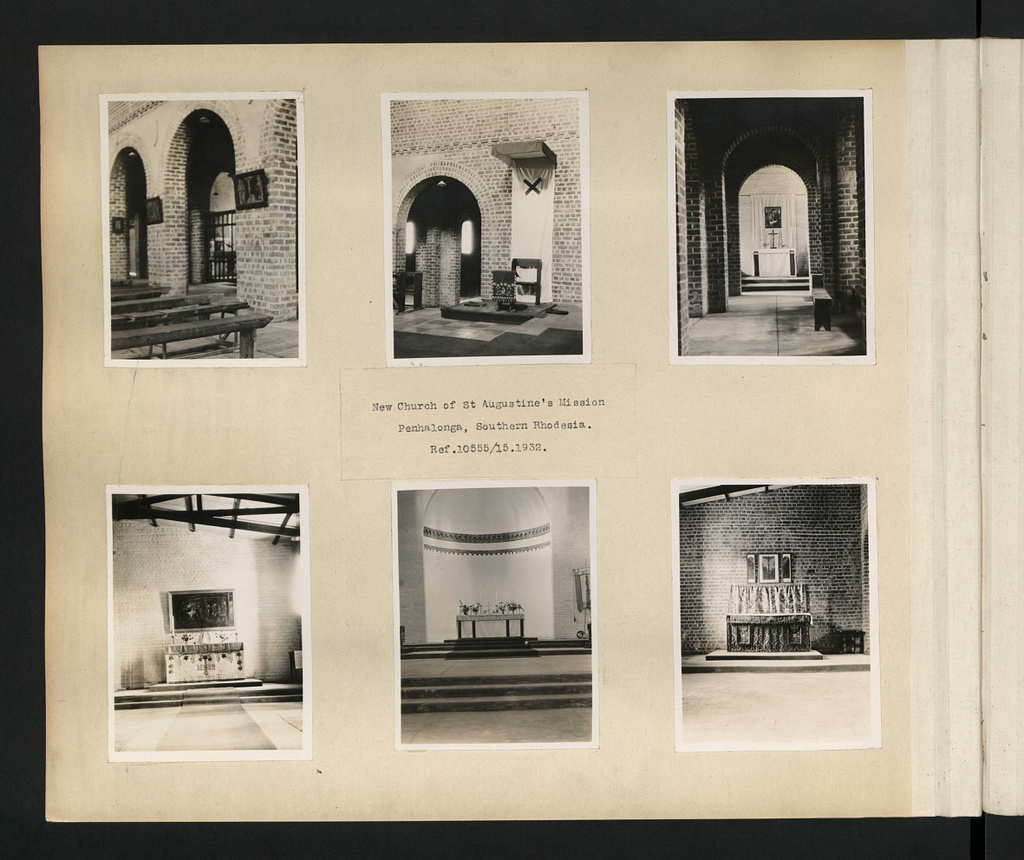
Neue Kirche der St. Augustine’s Mission Penhalonga

Penhalonga ist eine Bergbaustadt in der Provinz Manicaland in Simbabwe mit 7681 Einwohnern (2024).

## Geografie
Sie liegt 9 km nördlich der Provinzhauptstadt Mutare am Zusammenfluss der Flüsse Imbezas und Sambi zum Mutare River im östlichen Hochland Zimbabwes auf einer Höhe von ca. 1200 m ü. NN im Distrikt Mutasa. Die Grenze zu Mosambik ist nur drei Kilometer östlich.

## Geschichte
Das Vorhandensein von Goldvorkommen war durch portugiesische Aufzeichnungen aus dem 17. Jahrhundert bekannt. Durch die portugiesische Companhia de Moçambique (Mozambique Company) und deren Vertreter J. H. Jeffreys und Baron de Rezende wurden 1888 antike Goldabbaustätten entdeckt, die nach Rezende und Count Penhalonga, dem damaligen Vorsitzenden der Companhia de Moçambique, benannt wurden. Diese wurden in der Folge neu erschlossen. Um die 1897 gegründete Phenalonga-Mine entwickelte sich die Stadt. Heute sind die Minen der Stadt, unter anderem die Redwing Mine, bedeutsam für den Goldabbau in Simbabwe, auch Silber und Schmucksteine werden gefördert.
In Phenalonga befindet sich ein Denkmal, das Pioneer Nurses’ Memorial, das an die Errichtung des ersten Krankenhauses in Manicaland durch Missionsschwestern der anglikanischen Kirche erinnert.